# 奪い愛、冬
『奪い愛、冬』（うばいあい ふゆ）は、2017年1月20日から3月3日まで、毎週金曜日23時15分 - 翌0時15分に、テレビ朝日系「金曜ナイトドラマ」枠で放送された日本のテレビドラマ。鈴木おさむ脚本。

## 概要
- 主人公を演じる倉科カナは、連続ドラマでの主演は5年ぶりとなる[2][3]。
- 2019年8月8日には、本作に出演した水野美紀主演で、本作と同じ鈴木おさむが脚本の『奪い愛、夏』（うばいあい なつ）が、AbemaTVでインターネット配信開始された[4]。
- 2020年4月から、本作に出演の三浦翔平主演で、本作と同じ鈴木おさむ脚本、横地郁英ゼネラルプロデューサーで『M 愛すべき人がいて』を「土曜ナイトドラマ」枠で放送[5]。

## あらすじ
デザイン会社「アッパーワークス」に務める池内光は決して裕福ではない家庭に育ったものの、持ち前の明るさと頭脳で仕事も優秀にこなし、婚約者・奥川康太もいる公私ともに充実している女性。しかし光の前にかつて死ぬほど愛していたが、三年前に突如姿を消した元彼・森山信が現れた事から、事態は急転。康太を愛そうと思う気持ちとは裏腹に、その心はどんどん元彼を求めていく。

## キャスト

### 主要人物
池内光（いけうち ひかる）
演 - 倉科カナ
デザイン会社「アッパーワークス」のデザイナー。29歳。
奥川康太（おくがわ こうた）
演 - 三浦翔平
デザイン会社「アッパーワークス」のアシスタントデザイナー。
光の婚約者で一つ年下。
森山信（もりやま しん）
演 - 大谷亮平
デザイン会社「ウルトラデザイン」のデザイナー。
光の元彼。旧姓は尾田で光がかつて死ぬほど愛した恋人。訳あって光の前から一方的に姿を消す。
森山蘭（もりやま らん）
演 - 水野美紀（幼少期：佐山未安 / 学生時代：庭野結芽葉 ）
信の妻。
3年前、幼馴染で大学の仲間の信が通り魔にナイフで襲われそうになったのを庇い右足に重傷を負う。

### アッパーワークス
豊野秀子（とよの しゅうこ）
演 - 秋元才加
アッパーワークス社員。康太への好意から光と康太の関係を引き裂こうとする。
武田玄（たけだ げん）
演 - 三宅弘城
アッパーワークス制作部部長。光の上司。
秀子と人知れず、親密な仲にある。

### ウルトラデザイン
加藤清（かとう きよし）
演 - 西銘駿
ウルトラデザインのアシスタントデザイナー。信の後輩。
斎藤道彦
演 - ミスターちん
ウルトラデザイン制作部部長。信の上司。

### その他
尾上礼香（おのうえ れいか）
演 - ダレノガレ明美
康太の幼馴染。大学時代の元彼女でもある。チャンスという犬を飼っている。
後述するスピンオフドラマでは主役を務める。
池内麻紀（いけうち まき）
演 - キムラ緑子
光の母。女手一つで光を育ててきた。定食屋「ココロ亭」店主。
奥川美佐（おくがわ みさ）
演 - 榊原郁恵
康太の母。料理研究家
高木
演 - 小須田康人
羽木建設社員。創業50周年プロジェクト「ブランドリニューアル」の担当者。
古田
演 - 西村和彦（第5話 - 最終話）
バーのマスター。
蘭の高校の時からの知り合いで、蘭に頼まれて3年前、ナイフで襲った男。

## スタッフ
- 脚本 - 鈴木おさむ
- 音楽 - 沢田完
- ゼネラルプロデューサー - 横地郁英（テレビ朝日）
- プロデューサー - 川島誠史（テレビ朝日）、遠田孝一（MMJ）、八巻薫（MMJ）
- 演出 - 樹下直美、星野和成、小松隆志
- 主題歌 - AAA「MAGIC」（avex trax）[10]
- オープニングテーマ - Aimer「凍えそうな季節から」[11]（SMEレコーズ）
- 制作 - テレビ朝日、MMJ

## 放送日程
| 各話                                                                       | 放送日  | サブタイトル            | 演出     | 視聴率 |
| -------------------------------------------------------------------------- | ------- | ----------------------- | -------- | ------ |
| 第1話                                                                      | 1月20日 | 奪われたら奪い返せ      | 樹下直美 | 6.6%   |
| 第2話                                                                      | 1月27日 | 結婚直前…裏切りのホテル | 樹下直美 | 5.1%   |
| 第3話                                                                      | 2月3日  | 妻の復讐…熱海へ         | 小松隆志 | 5.8%   |
| 第4話                                                                      | 2月10日 | 波乱のWデート旅行       | 小松隆志 | 6.5%   |
| 第5話                                                                      | 2月17日 | 逆転…奪い返す日         | 樹下直美 | 6.1%   |
| 第6話                                                                      | 2月24日 | 妻の秘密…衝撃の結末!    | 星野和成 | 7.1%   |
| 最終話                                                                     | 3月3日  | 雪山で涙の最終決戦!     | 小松隆志 | 8.0%   |
| 平均視聴率 6.5% (視聴率はビデオリサーチ調べ、関東地区・世帯・リアルタイム) |         |                         |          |        |

## スピンオフドラマ
『もうちょい、奪い愛 with 生ドラマ〜礼香の土曜の寝室〜』（もうちょい うばいあい ウィズ なまドラマ れいかのどようのしんしつ ）のタイトルで、2017年1月21日から毎週土曜日20時にAbemaTVで本編終了後に5 - 10分程度配信されている。主演はダレノガレ明美。ダレノガレが演じる尾上礼香が寝室での心境を生配信という形式で描く。